# Опсада Солуна (1422—1430)
Опсада Солуна (1422—1430) представља успешан покушај турског султана Мурата II да освоји Солун, други по величини византијски град.

## Опсада
Мурат је предузео поход на Солун и Цариград како би казнио династију Палеолога за учествовање у борбама за османски престо за време грађанског рата у Турској почетком 15. века. Године 1423. византијски деспот Андроник Палеолог предао је град Млетачкој републици која је преузела одбрану града на себе.
Исте године (1422) опседнут је и Цариград. Ипак, Цариград је уз подршку папе и западних земаља које су му послали наоружање, успео да одбије опсаду. Блокада Солуна трајала је до 1430. године. Млечани су скупо платили одбрану града. Након заузећа 1430. године, град је подвргнут тродневној пљачки.